# Parc d'État de Jones Beach
Pour les articles homonymes, voir Jones Beach.
Le parc d'État de Jones Beach (anglais : Jones Beach State Park), généralement simplement dénommé Jones Beach, est un parc protégé de l'État de New York, aux États-Unis. Il se situe dans le comté de Nassau, sur Jones Beach Island, une île barrière reliée à Long Island via trois voies routières que sont la Meadowbrook State Parkway (en), la Wantagh State Parkway (en) et l'Ocean Parkway (en).
Ce parc naturel, s'étendant sur 10,5 kilomètres, est particulièrement prisé pour ses plages donnant sur l'océan Atlantique, et constitue une destination de vacances d'été populaires pour les new-yorkais. Jones Beach serait l'une des plages les plus populaires de la côte Est des États-Unis, avec une moyenne de six millions de visiteurs à l'année.